# カワヤナギ
カワヤナギ（川柳、学名：Salix gilgiana）は、ヤナギ科ヤナギ属の落葉低木。細葉ヤナギ類に分類される。別名「ナガバカワヤナギ（長葉川柳）」。なお、カワヤナギの異称を持つ標準和名ネコヤナギ（Salix gracilistyla Miq.）とは異なる。

## 特徴
川岸や湿地にみられる落葉低木（落葉小高木）で、護岸樹として植栽されることもある。
別名を蒲柳（ほりゅう）とも呼ぶ。カワヤナギの葉が秋になるとすぐに落ちるところから、病弱な人の事を「蒲柳の質（しつ）」とも呼ぶ。世説新語に見える言葉である。